# Parafia Niepokalanego Serca Najświętszej Maryi Panny i św. Wojciecha w Sędzinach
Parafia Niepokalanego Serca Najświętszej Maryi Panny i św. Wojciecha w Sędzinach – parafia rzymskokatolicka, znajdująca się w archidiecezji poznańskiej, w dekanacie bukowskim.